# Scott Kelly
Pour les articles homonymes, voir Kelly.
Scott Joseph Kelly est un astronaute américain né le 21 février 1964. Ancien pilote de la US Navy, Scott est successivement pilote de la navette spatiale américaine (vol STS-103 en 1999), commandant de bord (vol STS-118 en 2007) puis, à deux reprises, membre d'équipages permanents de la Station spatiale internationale (expéditions 25/26, en 2010-2011 puis expéditions 43/46 en 2015-2016). Avec le russe Mikhaïl Kornienko, il détient le record du plus long séjour jamais réalisé à bord de l'ISS, dans le cadre de la One year Mission. Il est le frère jumeau de Mark E. Kelly, également astronaute et sénateur américain démocrate de l'Arizona.

## Biographie

### Formation et carrière militaire
Kelly est né en 1964 à Orange dans l'État du New Jersey aux États-Unis. Il est le frère jumeau de Mark E. Kelly, également astronaute et sénateur américain démocrate de l'Arizona. Il entre à l'école de la US Navy en 1989 après avoir obtenu son diplôme en 1987 et s'entraîne sur le chasseur Grumman F-14 Tomcat. Il est affecté sur différents sites dans le monde à bord du porte-avions USS Dwight D. Eisenhower. Il est affecté à la United States Naval Test Pilot School en 1993-1994. Il a à son actif plus de 4 000 heures de vols sur plus de 30 types d'avion et a effectué plus de 250 appontages.
Kelly a deux enfants de Leslie Yandell, avec qui il s'est marié en 1992 et dont il a divorcé en 2009. Il s'est remarié en 2018 avec Amiko Kauderer, chargée d'affaires publiques travaillant pour la NASA. Il est le beau-frère de la femme politique Gabrielle Giffords, seconde épouse de son frère.

### Sélection
En 1996, Scott Kelly et son frère jumeau Mark sont sélectionnés par la NASA comme pilotes de la navette spatiale américaine dans le groupe 16 d'astronautes de la NASA.

### Retraite
L'astronaute annonce sa retraite le 11 mars 2016 après 20 ans au service de la NASA. Sa retraite est valable à partir du 1er avril 2016 mais il continue toutefois à participer aux recherches scientifiques qui étudient les effets physiologiques et psychologiques de longs séjours dans l'espace tout comme le fait son homologue russe Mikhaïl Kornienko,,.

## Missions

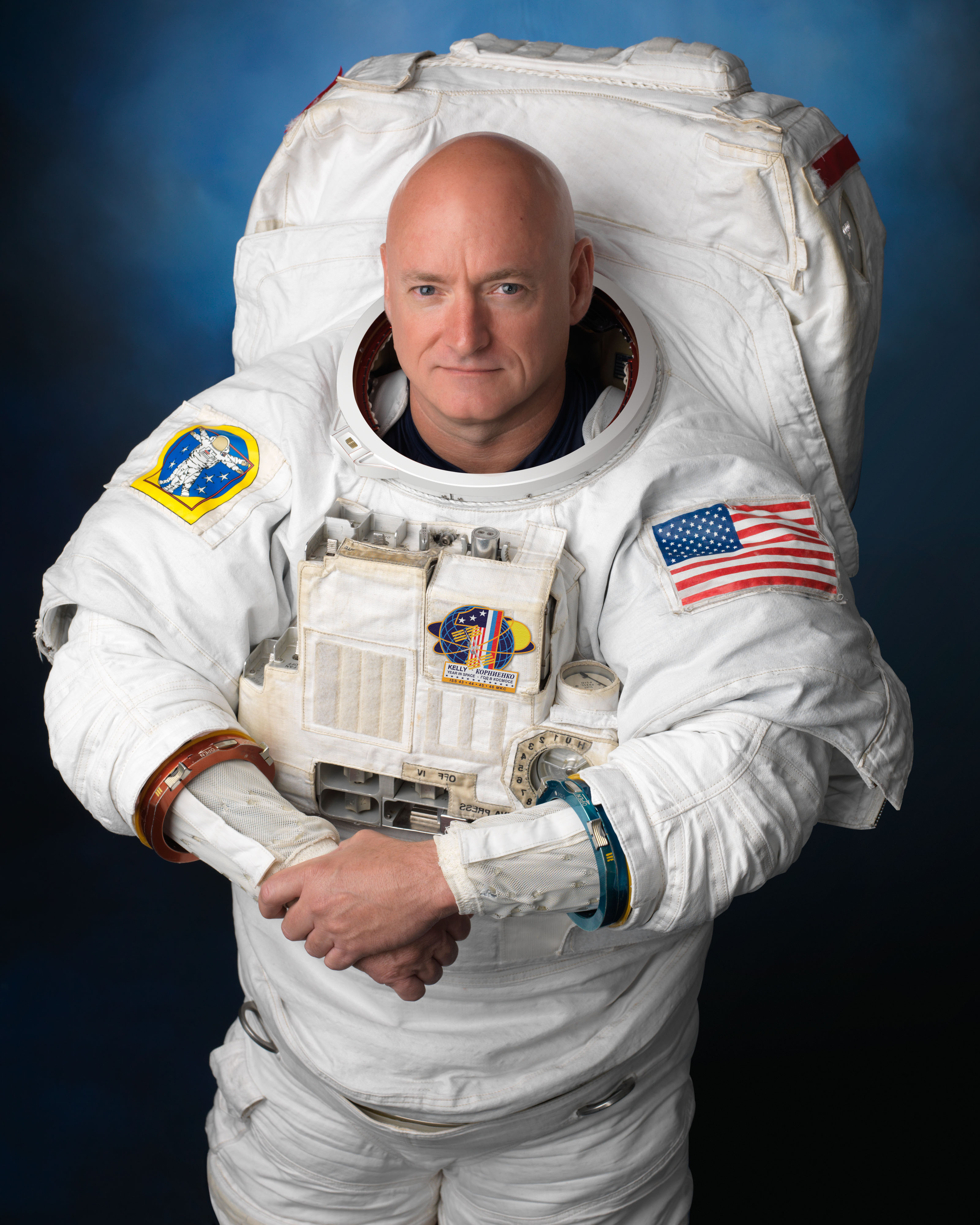
Scott J. Kelly en 2014.

Scott Kelly réalise quatre missions dans l'espace, : deux à bord de la navette spatiale américaine puis deux, de longue durée, à bord de la Station spatiale internationale :
- Il est tout d'abord le pilote de la navette Discovery, lors de la mission STS-103 lancée le 19 décembre 1999 et destinée à assurer la maintenance du télescope spatial Hubble. Durant ce vol, trois sorties extravéhiculaires sont effectuées.
- Kelly est ensuite commandant de la mission STS-118 du 8 août 2007, au cours de laquelle la navette Endeavour transporte plus de 2 tonnes de ravitaillement et d'équipement, dont un tronçon de poutre de la Station spatiale internationale. Quatre sorties extravéhiculaires sont réalisées et plus de 1,5 tonne de matériel sont ramenés sur Terre.
- Le 7 octobre 2010, Kelly rejoint la Station spatiale internationale à bord du vaisseau russe Soyouz TMA-01M pour y séjourner durant cinq mois. Du 7 octobre 2010 au 13 mars 2011, il commande successivement les expéditions 25 et 26, revenant sur terre à nouveau à bord de Soyouz TMA-01M.

### One Year Mission

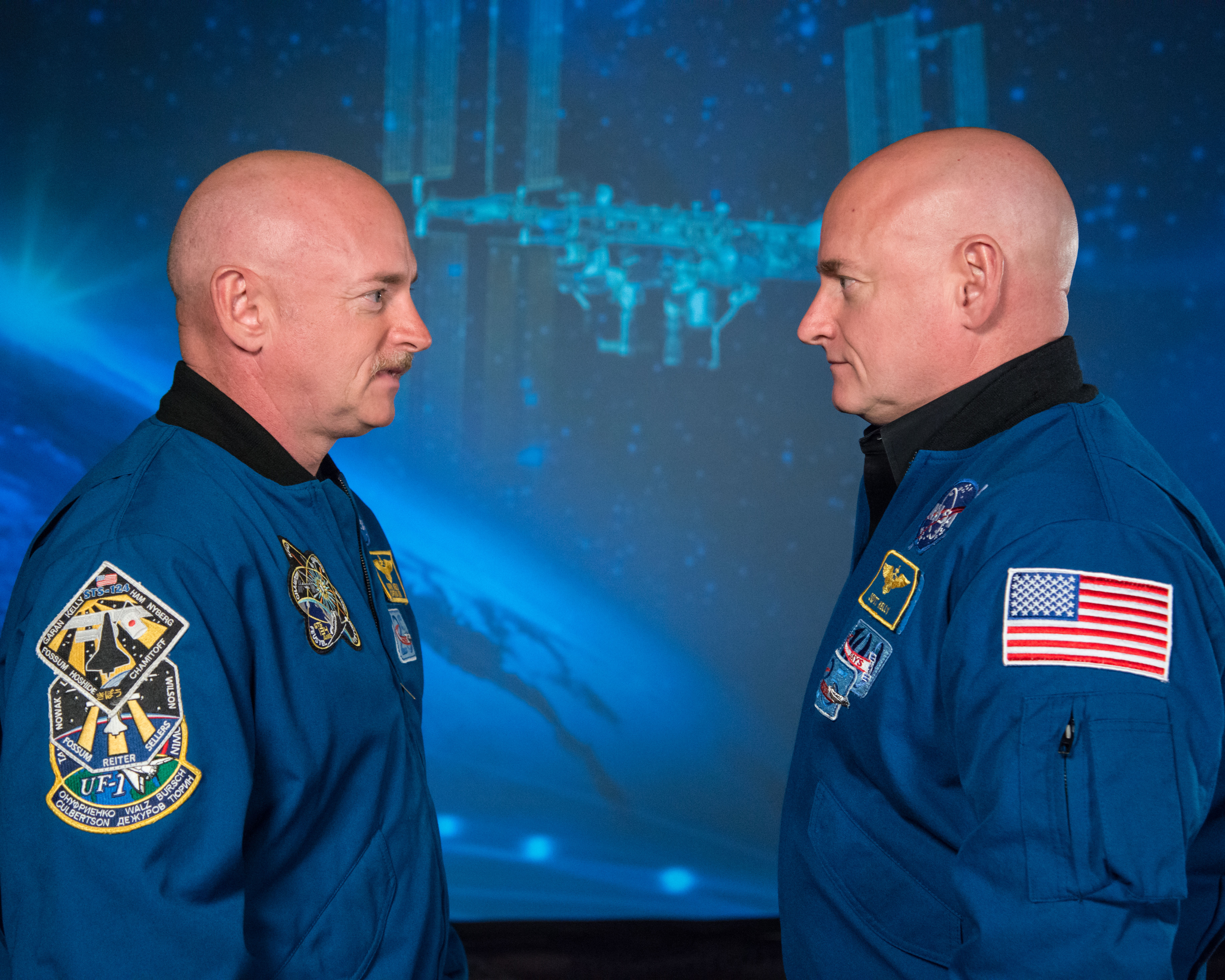
Scott et son frère jumeau Mark en 2015.

Le 27 mars 2015, il décolle à bord du Soyouz TMA-16M. Avec le Russe Mikhaïl Kornienko, il séjourne pendant près d'un an à bord de l'ISS, participant aux expéditions 43, 44, 45 et 46. Il est commandant de ces deux dernières expéditions. Le 1er mars 2016, les deux hommes reviennent sur Terre à bord de Soyouz TMA-18M, après avoir passé 340 jours dans l'espace. Il a effectué trois sorties extra-véhiculaires pendant cette mission. Sa mission est très médiatisée et Scott Kelly devient très populaire sur les réseaux sociaux, car il partage des centaines de photos de sa dernière mission.
Le fait qu'il ait un vrai frère jumeau, ayant donc exactement le même patrimoine génétique que lui, est l'occasion d'étudier les différences d'expression des gènes entre les deux frères jumeaux. L'étude repose sur une comparaison avant, pendant, et après la fin de la mission. Ses télomères, extrémités des chromosomes déterminant le vieillissement cellulaire, se sont allongés dans l'espace, mais sont rapidement revenus à la normale après son séjour dans l'ISS. Certains ont même raccourci avec le temps, ce qui est inquiétant puisque des télomères courts sont associés à un manque de fertilité. Il en est de même de la méthylation de certains groupements ADN. Par contre, six mois après son retour sur terre, 7 % de ses gènes ont conservé une trace de son séjour dans l'espace,. Il s'agit de gènes liés au système immunitaire, à la réparation de l'ADN, aux réseaux de tissus osseux, à l'hypoxie et à l'hypercapnie (manque d'oxygène et excès de CO2). Toutefois, ces changements sont minimes, et peuvent être observés sur des personnes confrontées à des variations extrêmes de milieu : plongée en eaux profondes ou en haute altitude. Une autre évolution observée concerne la baisse des capacités cognitives. L'étude de ces données doit durer encore trois années.
Les deux frères ont également permis de réaliser in vivo l'expérience de pensée développée par Paul Langevin en 1911 dite du paradoxe des jumeaux. Après sa mission d'un an, Scott a donc théoriquement 8 millisecondes d'écart supplémentaire avec son frère (en plus des six minutes entre les deux naissances),.

## Records spatiaux détenus
Kelly détient le record de la plus longue mission pour un américain, le précédent record étant de 215 jours détenu en 2007 par Michael López-Alegría.
Il est avec son collègue russe Mikhaïl Kornienko la personne ayant passé le plus de temps dans l'ISS. Il est le troisième Américain ayant passé le plus de temps cumulé dans l'espace (520 jours), après Peggy Whitson (665 jours) et Jeffrey Williams (534 jours).

## Galerie

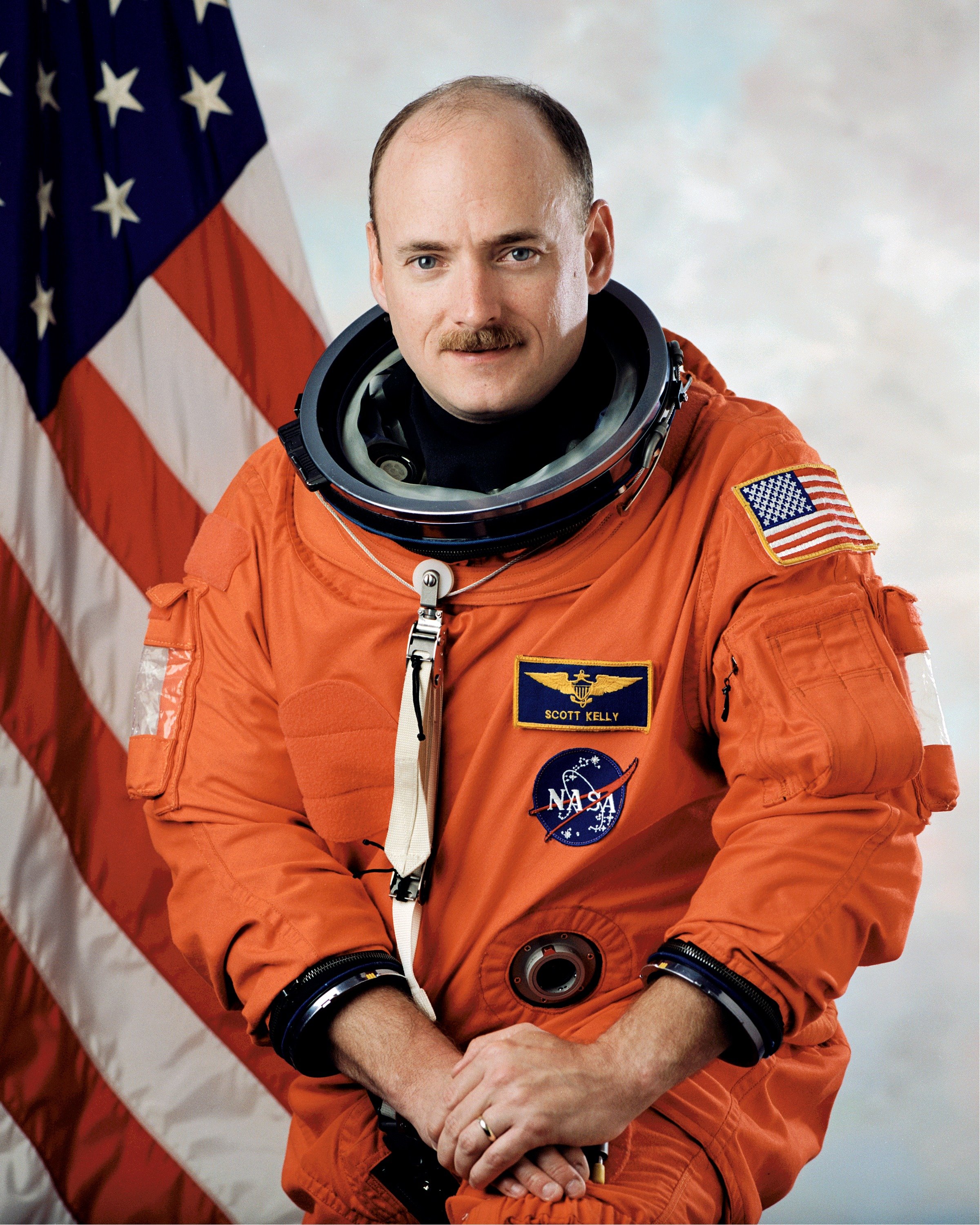
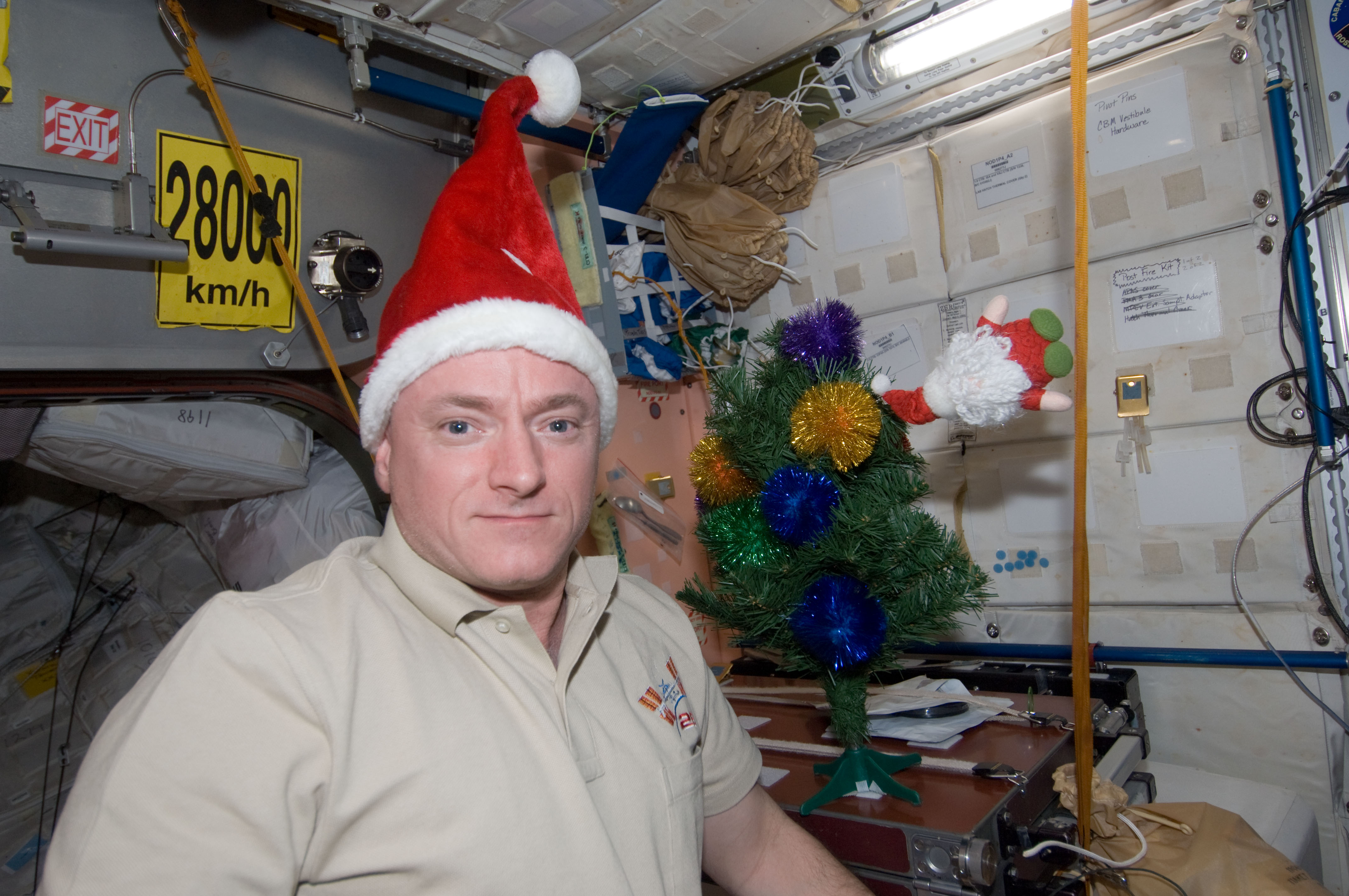
Kelly, ici pendant l'expédition 26, le jour de Noël.
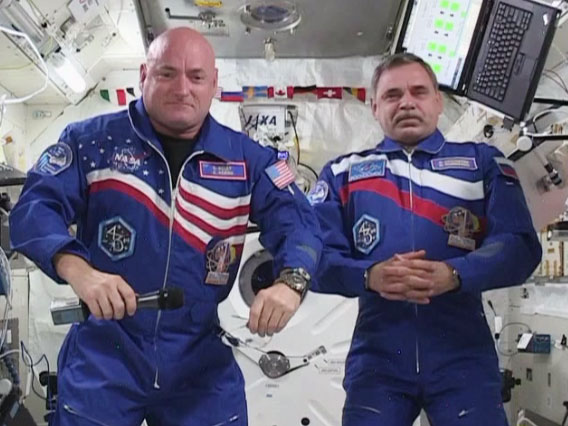
Scott et Mikhaïl dans le module japonais Kibo de l'ISS pendant la One Year Mission.
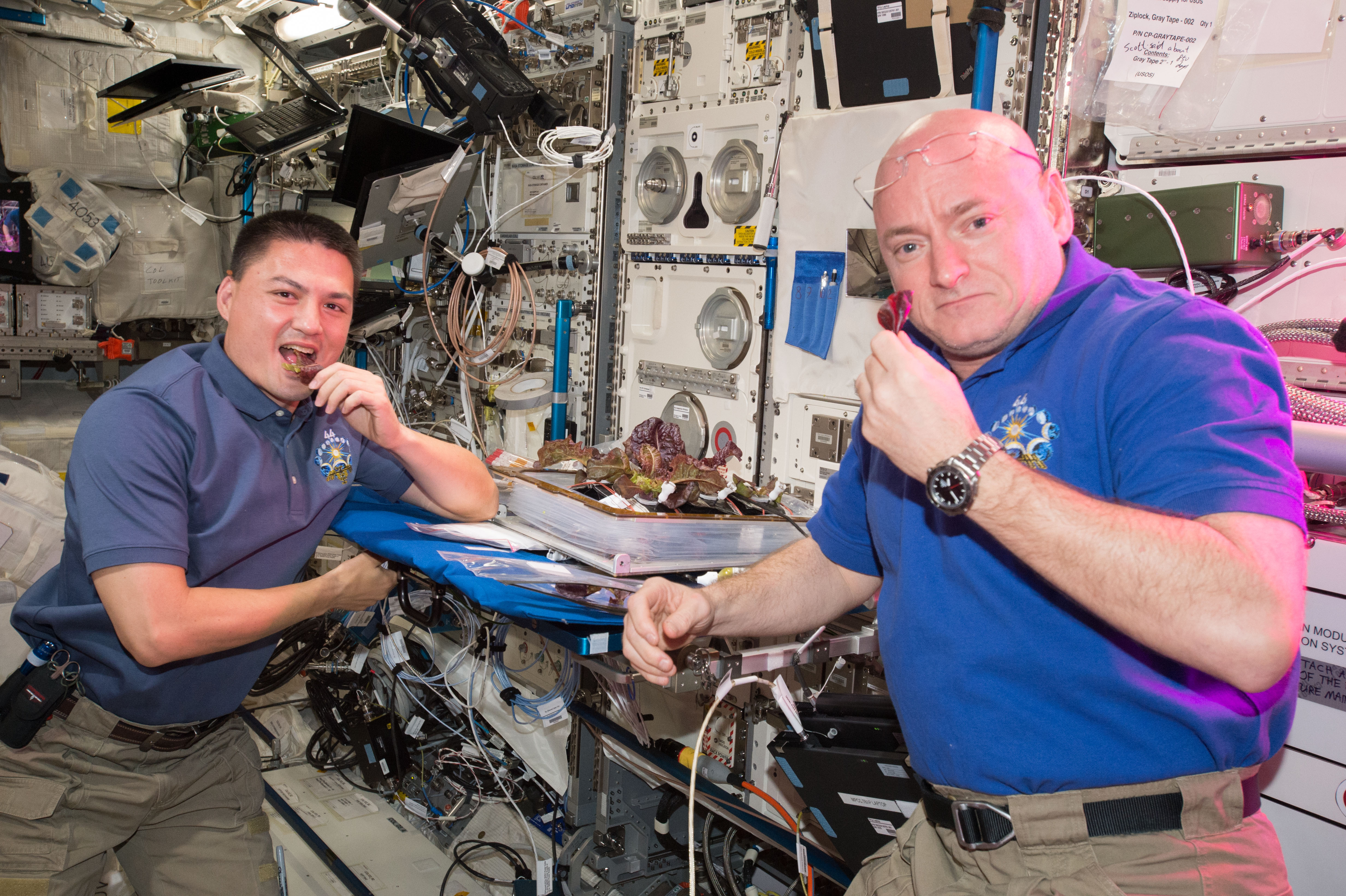
Scott Kelly mange de la salade cultivée dans l'ISS avec son collègue Kjell Lindgren pendant la One year Mission.
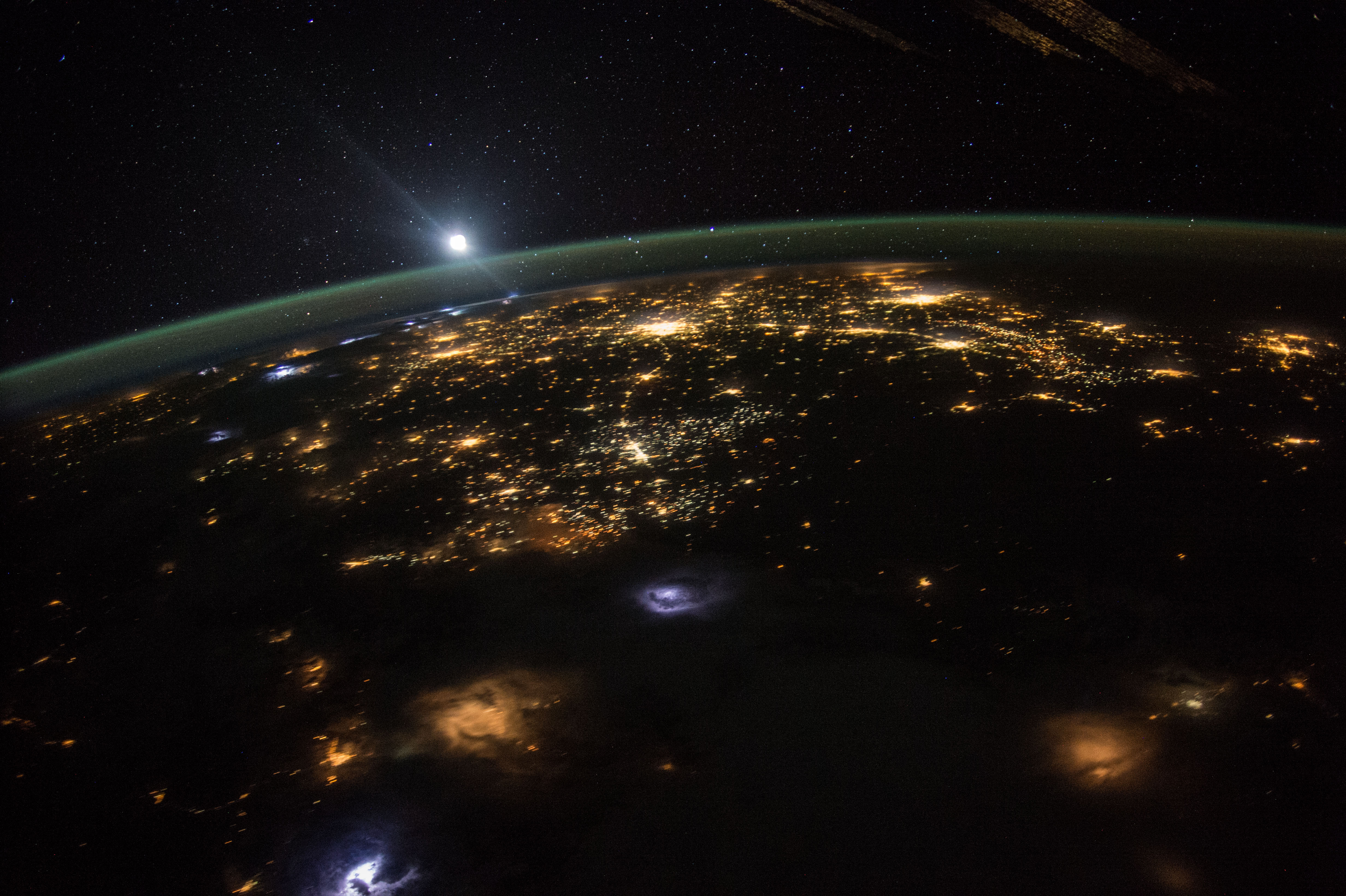
Une des photos partagées par l'astronaute pendant la One Year Mission.
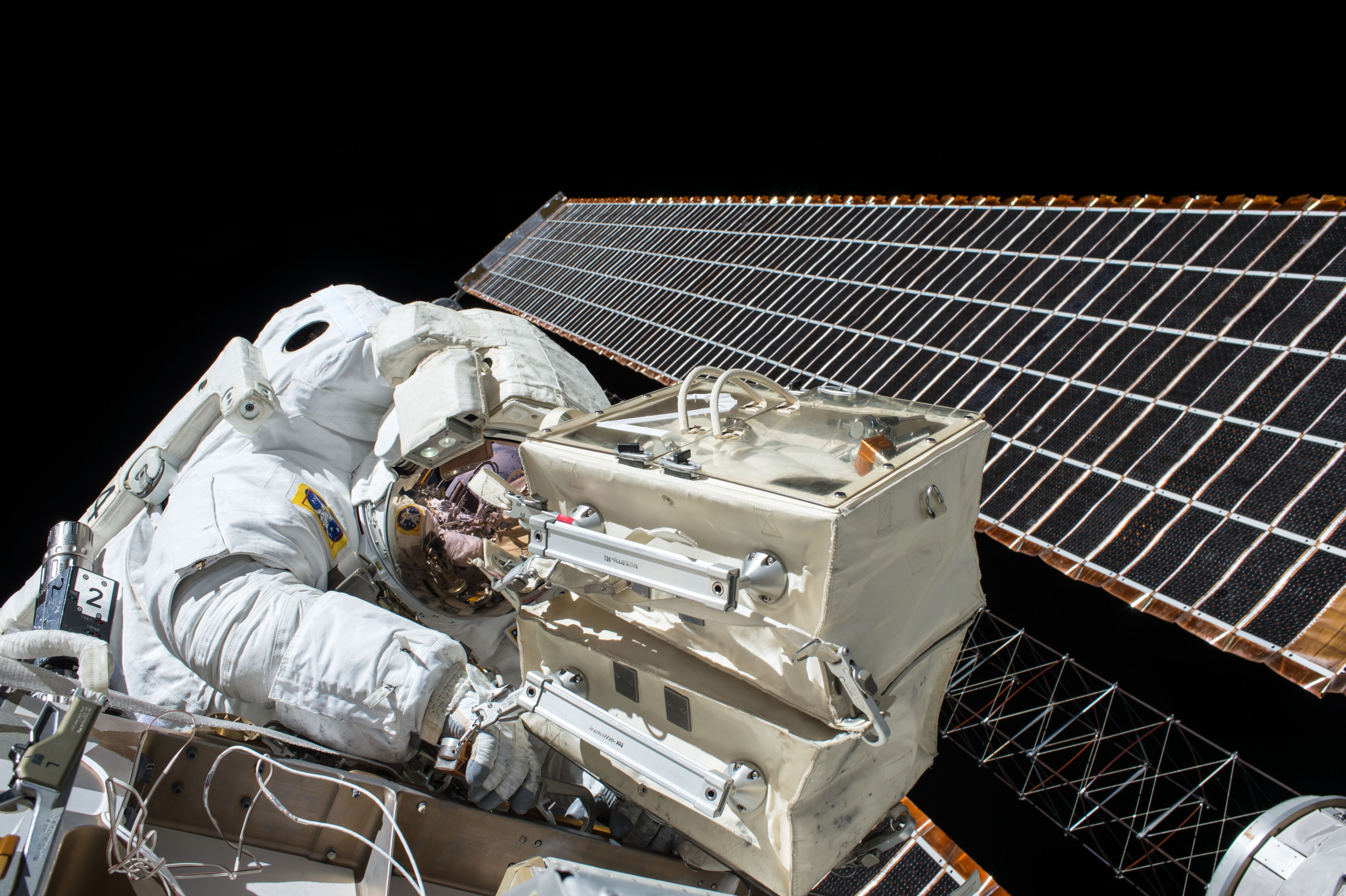
Le vétéran est en sortie extravéhiculaire (EVA).